# Нижнянка (Украина)
Нижнянка (укр. Нижнянка) — село, Вербоватовский сельский совет, Юрьевский район, Днепропетровская область, Украина.
Код КОАТУУ — 1225980708. Население по переписи 2001 года составляло 82 человека .

## Географическое положение
Село Нижнянка находится на правом берегу реки Малая Терновка, выше по течению на расстоянии в 1,5 км расположено село Долина, на противоположном берегу — сёла Вербоватовка и Морозовское. Река в этом месте извилистая, образует лиманы, старицы и заболоченные озёра.